# Melek Celâl
Melek Celâl (2. April 1896 in Istanbul – 15. September 1976 in München) war eine türkische Künstlerin, deren Leben und Werk eng mit den gesellschaftlichen Veränderungen in der Türkei während des Übergangs vom Osmanischen Reich zur modernen Republik verbunden sind. Ihre Kunst reflektiert die Emanzipationsbewegungen und die kulturellen Umbrüche dieser Zeit.

## Leben
Geboren in Istanbul in eine wohlhabende Familie, erhielt Celâl eine private Bildung und wurde mit 21 Jahren mit dem Anwalt Celâl Bey verheiratet. Ihr kulturelles und künstlerisches Interesse wurde durch die intellektuellen Zirkel Istanbuls, zu denen sie Zugang hatte, geprägt. Obwohl ihr Name nicht in den offiziellen Aufzeichnungen der Schule der Schönen Künste für Frauen und der Académie Julian in Paris auftaucht, ist es wahrscheinlich, dass sie diese Einrichtungen als Gastschülerin besuchte und ihre Ausbildung durch den Besuch der Ateliers prominenter Künstler während ihrer häufigen Reisen nach Paris fortsetzte.
Sie wohnte in Moda und richtete ihr eigenes Atelier ein. Sie spielte eine aktive Rolle im kulturellen und künstlerischen Milieu Istanbuls und beherbergte zahlreiche Künstler und Intellektuelle ihrer Zeit in ihrem Haus, der Villa Wohl. Nach dem Tod ihres ersten Mannes 1946 heiratete sie den Münchner Internisten Eduard Lampé und zog nach München. 

## Wirken
Celâl war für ihre Porträts und Stillleben im impressionistisch-realistischen Stil bekannt. Sie gilt als bahnbrechende Vertreterin der ersten Generation moderner Künstler, die im späten 19. Jahrhundert im Osmanischen Reich geboren wurden und ihr Leben in der neu gegründeten Republik Türkei fortsetzten.
Sie war die erste Künstlerin, die 1924 auf der Galatasaray-Ausstellung Aktarbeiten zeigte, und sie war zugleich die erste Frau, die 1935 eine Einzelausstellung eröffnete. Sie nahm an 27 Ausstellungen teil. Ihr Werk Frau ergreift in der Alten Großen Nationalversammlung das Wort (1936) ist ein bemerkenswertes Beispiel für ihr politisches Engagement und ihre Unterstützung der Frauenrechte. Neben der Malerei schrieb Celâl auch über Kalligrafie und türkische Stickereikunst und setzte sich in ihren späteren Jahren kritisch mit der Stadtplanung Istanbuls auseinander. Sie ist eine Repräsentantin der Republik, die den Blick nach Westen richtete und gleichzeitig eine starke Verbindung zu Anatolien beibehielt. Sie besuchte die Dienstagsgesellschaften der Dichterin Nigâr Hanım.
Ihre Sammlung traditionellen türkischen Kunsthandwerks, insb. Stickereikunst, befindet sich heute im Münchner Stadtmuseum.